# Норт-Йорк (Пенсильвания)
Норт-Йорк (англ. North York) — боро в округе Йорк, штат Пенсильвания, США. В 2010 году в боро проживало 1914 человек.

## Географическое положение

Боро Норт-Йорк на карте округа Йорк

Боро расположено в центре округа Йорк к северу от города Йорк. По данным Бюро переписи населения США Норт-Йорк имеет площадь 0,81 квадратных километр. Боро окружено тауншипами Манчестер и Спринг-Гарден.

## История
В 1888 году Джон Майер приобрёл 63 акра к северу от города Йорк. Он основал крупную сигарную фабрику, благодаря которой в окркестностях началось строительство домов для рабочих. Поселение было известно под названием Майерсвилл. 17 апреля 1899 года боро был инкорпорирован. Населённый пункт быстро рос, в 1900 году население достигло 1185 человек.

## Население
По данным переписи 2010 года население Норт-Йорка составляло 1914 человек (из них 48,7 % мужчин и 51,3 % женщин), в боро было 763 домашних хозяйств и 443 семьи. Расовый состав: белые — 81,1 %, афроамериканцы — 8,4 % и представители двух и более рас — 4,8 %. На 2014 год население боро Норт-Йорк было распределено по происхождению следующим образом: 9,7 % — американское, 34,1 % — немецкое, 16,3 % — ирландское, 6,2 % — английское, 3,1 % — шотландское происхождение.
Население города по возрастному диапазону по данным переписи 2010 года распределилось следующим образом: 26,8 % — жители младше 18 лет, 3,9 % — между 18 и 21 годами, 60,1 % — от 21 до 65 лет и 9,2 % — в возрасте 65 лет и старше. Средний возраст населения — 33,7 лет. На каждые 100 женщин в Норт-Йорке приходилось 95,1 мужчин, при этом на 100 совершеннолетних женщин приходилось уже 96,5 мужчин сопоставимого возраста.
Из 763 домашних хозяйств 58,1 % представляли собой семьи: 32,2 % совместно проживающих супружеских пар (14,0 % с детьми младше 18 лет); 16,9 % — женщины, проживающие без мужей и 8,9 % — мужчины, проживающие без жён. 41,9 % не имели семьи. В среднем домашнее хозяйство ведут 2,48 человека, а средний размер семьи — 3,13 человека. В одиночестве проживали 32,4 % населения, 9,1 % составляли одинокие пожилые люди (старше 65 лет).
| 1900 | 1910 | 1920 | 1930 | 1940 | 1950 | 1960 | 1970 | 1980 | 1990 | 2000 | 2010 |
| ---- | ---- | ---- | ---- | ---- | ---- | ---- | ---- | ---- | ---- | ---- | ---- |
| 1185 | 1902 | 2230 | 2416 | 2416 | 2445 | 2290 | 2032 | 1755 | 1689 | 1689 | 1914 |

## Экономика
В 2015 году из 1404 человек старше 16 лет имели работу 928. При этом мужчины имели медианный доход в 37 297 долларов США в год против 29 509 долларов среднегодового дохода у женщин. В 2014 году медианный доход на семью оценивался в 49 219 $, на домашнее хозяйство — в 41 029 $. Доход на душу населения — 21 528 $ в год. 11,0 % от всего числа семей в Норт-Йорке и 18,3 % от всей численности населения находилось на момент переписи за чертой бедности.